# 萨哈林扇蛛
萨哈林扇蛛（学名：Zilla sachalinensis）为园蛛科扇蛛属的动物。其种加词“sachalinensis”意为“库页的”。分布于日本、朝鲜以及中国大陆的黑龙江、吉林、陕西、浙江、湖南等地，多见于树林。